# 湯·杜雲
湯·杜雲（英語：Tom Dwan，1986年7月30—），全名小湯馬士·杜雲（英語：Thomas Dwan Jr.），是一名美國職業德州撲克玩家，主要玩網上撲克的無限注高額德州撲克及限紅奧馬哈撲克，起初在Full Tilt Poker以網名 "durrrr"參與。2009年成為Team Full Tilt成員，並於2012年10月15日續約，並成為該會大使。
杜雲近年喜愛在澳門賭場「釣魚」，專門在那些亂賭的大豪客（魚）身上賺取天文數字，據報他在2013年在澳門屠魚，獲得2500萬美元。作為一個High Stake Poker及Online Poker為主的牌手，杜雲在Tournament的表現一直乏善可陳，近年參加世界撲克大賽都只在早段便告出局，與另一頂尖高手菲爾·艾菲形式巨大落差。